# 255

## Nașteri
- 6 ianuarie: Papa Marcel I  (d. 309)
- dată necunoscută: Sfântul Sebastian martir creștin (d. 287)
- dată necunoscută: Tiridate al III-lea  (d. 330)
- dată necunoscută: Iuliu Veteranul  (d. 304)